# Itter (Düsseldorf)
Itter ist ein Stadtteil der Landeshauptstadt Düsseldorf, der einerseits seinen dörflichen Charakter bewahren konnte und andererseits durch die Entwicklung mehrerer Neubaugebiete und den damit verbundenen verstärkten Zuzug von Familien mit Kindern 
nach dem Zweiten Weltkrieg einem ständigen Wandel unterworfen ist.

## Geographie
Der Stadtteil liegt im Süden Düsseldorfs in der Nähe des Rheins. Himmelgeist grenzt im Westen, Wersten im Norden und Holthausen im Osten an Itter. Eine schöne, teilweise unter Naturschutz stehende Landschaft mit Auwäldern, Weiden und Ackerflächen – auch Himmelgeister Rheinbogen genannt – schließt sich unmittelbar südlich der Siedlungsfläche an. Sie lädt zum naturnahen Sport, zu Wanderungen oder naturkundlichen Exkursionen ein.
Benannt ist der Stadtteil nach dem Itterbach, der in Solingen-Gräfrath entspringt und ursprünglich in Itter in den Rhein mündete. In einer Kartenskizze von Anfang des 18. Jahrhunderts ist der Verlauf des Baches ab Hilden eingezeichnet. Nach der Ortschaft Benrath floss die Itter nördlich bis zu den Wassergräben von Haus Elbroich, dann westlich durch die Ortschaft Itter und danach südlich von Himmelgeist in den Rhein.
Mit dem Bau des Rokokoschlosses in Benrath (1756–1768) wurde die Itter umgeleitet, um die Teiche und Weiher des dortigen Schlossparks zu speisen. Seitdem mündete nur noch ein kleines Rinnsal – Broichgraben oder Holthausener Bach genannt – in den Rhein. Seit dem Bau einer Kraftfahrstraße – der Münchner Straße – kommt überhaupt kein Wasser mehr an. Die noch vorhandenen Gräben dienen lediglich der Entwässerung bei Hochwasser.
Bauernhöfe und deren landwirtschaftlichen Nutzflächen haben den Ort ursprünglich geprägt. Insbesondere der Neubau der zentral gelegenen Eigenheimsiedlung an den Straßen An der Jagengrenze und Im Hasengraben in den 1960er Jahren, aber noch mehr die Entwicklung des noch größeren Neubaugebietes Itter-Nord mit den Straßen Im Besental, Sankt-Hubertus- und Pastor-Dörr-Ring seit 2000 bewirkten einen Zuzug von Familien mit Kindern und ein stärkeres Wachstum des Stadtteils.

## Geschichte
Über die Detailgeschichte Itters im Mittelalter sind nur wenige Daten schriftlich überliefert. Erstmals wird Itter 1150 schriftlich erwähnt. Das Stift Vilich besaß Ländereien in Itter und hat so die frühe Geschichte des Dorfes beeinflusst. Bereits 1326 wird eine zum Stift Kaiserswerth gehörige romanische Dorfkirche erwähnt, die 1492 urkundlich nachweisbar ist. Seit dem 15. Jahrhundert ist die Pfarre Itter selbstständig. Einige Daten werden im Zusammenhang mit den Nachbargemeinden Himmelgeist und Holthausen angeführt. In einer Beschreibung von 1715 wird die Zugehörigkeit zum Amt Monheim mit den Kirchspielen Himmelgeist, Itter und Benrath für das Unteramt Monheim angegeben. Hierdurch wird die frühe Selbstständigkeit einer Gemeinde im Dorf nochmals bestätigt. 1842 wird die Kirche vergrößert und 1901 umfangreich renoviert.
Von zwei größeren Höfen und Gütern im Bereich Itter sind frühe Daten vorhanden. Der eine ist das freiadelige Gut Kircherhof, in der Nachbarschaft der Dorfkirche gelegen. Dieser Hof gehörte im 16. Jahrhundert dem Geschlecht der von Gogrewe (oder Gaugreben); 1544 wird Johann Ghogreff (um 1499–1554), der Kanzler von Jülich-Kleve-Berg, als Besitzer genannt. Nach dem vermutlichen Aussterben dieser Familie kaufte 1604 Georg von Neuhoff, der Besitzer von Haus Elbroich, den Kircherhof. Über Vererbung gelangte der Hof Ende des 17. Jahrhunderts in Besitz der Herren von Haus Horst.
1781 verkaufte die Gräfin Maria, Anna von der Horst neben weiteren Ländereien von Haus Horst auch den Kircherhof. Eigentümer wurde ein Peter Schmitz aus Heerdt.
Der zweite größere Hof ist Hof Massenburg. Dieser Hof wird im 15. und 16. Jahrhundert in Urkunden als Mahselburg bezeichnet. Wie vom Kapitel zu Kaiserswerth 1716 ausdrücklich bestätigt, standen den Gerechtsamen (Berechtigten) auf Massenburg zwei Plätze in der Dorfkirche neben dem Predigerstuhl zu.
In der Franzosenzeit wurde die Gemeinde Itter mit dem Dekret vom 13. Oktober 1807 des Herzogs Joachim Murat mit Himmelgeist, Holthausen, Urdenbach und Wersten der Munizipalität Benrath im Kanton Richrath zugeteilt.
Auch nach Abzug der Franzosen 1813, als das Generalgouvernement Berg zu Preußen gehörte, änderte sich diese Zugehörigkeit für Itter nicht. Laut Verfügung vom 15. April 1814 wurde die (Ge)Samtgemeinde Benrath gebildet. Diese wurde lediglich vorübergehend bis 1842 zusätzlich um die Gemeinden Eller und Hilden erweitert.
Mit der Neuordnung nach der Rheinischen Landgemeinde-Ordnung 1845 wurde Itter mit Holthausen zur Landgemeinde Itter-Holthausen zusammengelegt und verblieb mit anderen Landgemeinden in der Bürgermeisterei Benrath. 1908 wurden die drei Gemeinden Benrath, Itter-Holthausen und Urdenbach in der Landbürgermeisterei Benrath zur Großgemeinde Benrath (Groß-Benrath) zusammengefasst. Itter-Holthausen war seitdem ein Gemeindeteil von Groß-Benrath. Dies änderte sich 1929. Der preußische Landtag beschloss am 10. Juli 1929 eine kommunale Neugliederung des rheinisch-westfälischen Industriegebietes. Dies betraf unter anderem auch den heutigen Düsseldorfer Süden. Die Großgemeinde Benrath wurde aufgelöst und alle Gemeindeteile nach Düsseldorf eingemeindet. Damit ist Itter ein Stadtteil von Düsseldorf geworden.

## Kultur und Sehenswürdigkeiten

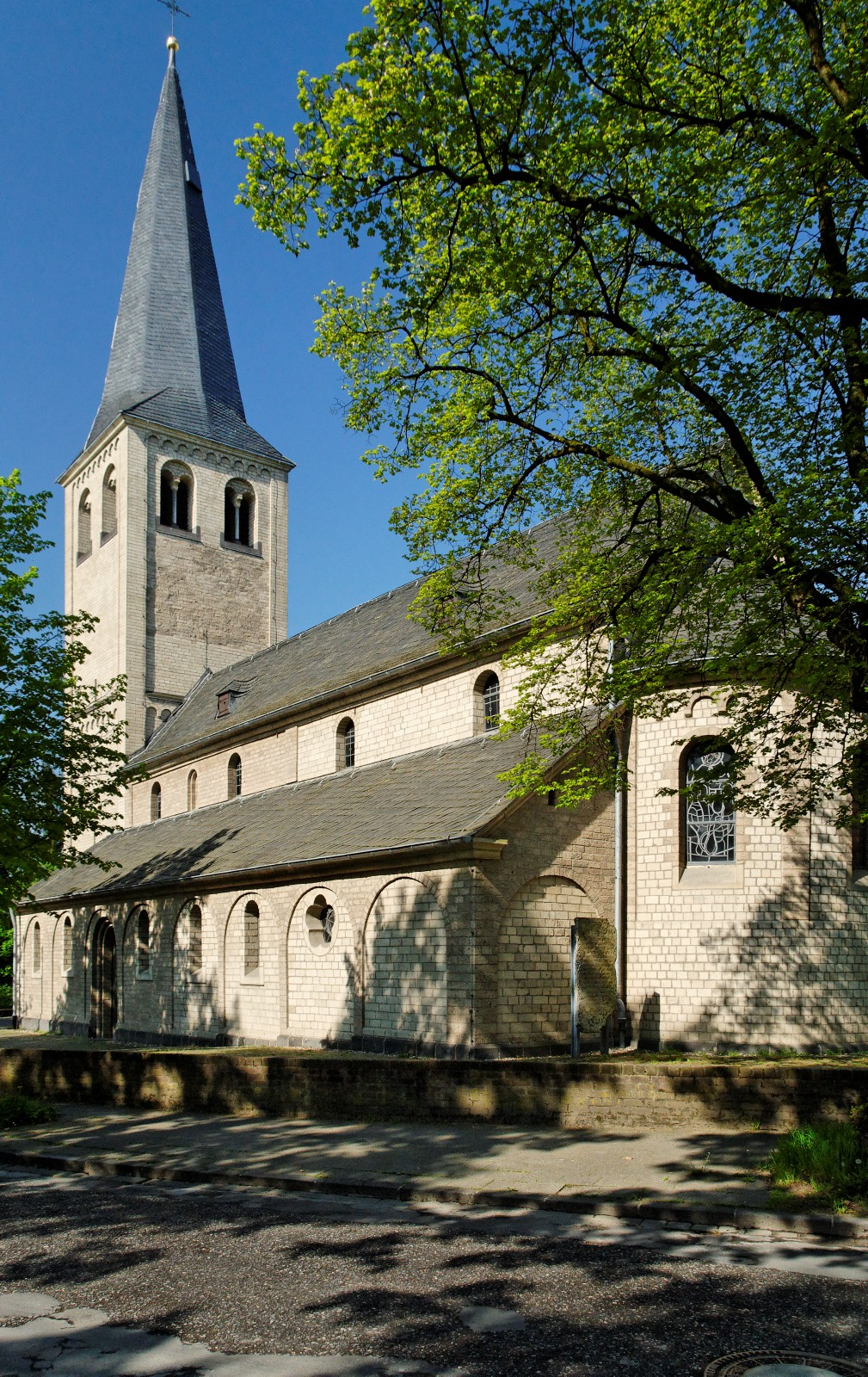
St. Hubertus

### Kirche
Mit dem Bau der romanischen Basilika St. Hubertus wurde um 1100 begonnen. Seit ihrer Erweiterung im Jahr 1865 hat sie annähernd die Größe und äußere Architektur wie heute. Der Friedhof Itter entstand um 1800. In unmittelbarer Nähe befindet sich außerdem das denkmalgeschützte Heiligenhäuschen.

### Brauchtum
Die älteste Tradition in Itter ist die Gottestracht. Sie fand zum ersten Mal 1623 statt. Seit 2013 wird sie gemeinsam mit der Nachbarpfarrei St. Nikolaus in Himmelgeist durchgeführt. Die 1924 gegründete St. Hubertus-Schützenbruderschaft e. V. Itter feiert Anfang August eines jeden Jahres ihr Schützenfest. Seit 1993 Bestandteil des Brauchtums ist der immer Karnevalsamstags stattfindende Veedelszoch - Itter.

### Sport
Eine Reitanlage mit Reithalle, Reitplatz, Ställen und Pferdekoppeln ermöglicht Pferdesport und auch die Unterbringung von Pferden im Eigentum städtischer Einwohner.

## Wirtschaft und Infrastruktur

### Verkehr
Wichtig für den Individualverkehr ist die tangierende Kraftfahrstraße Münchener Straße. Über sie gelangt man schnell in die Stadtmitte, nach Benrath und auf die Autobahnen A 46 und A 59.
Die ÖPNV-Anbindung erfolgt durch Rheinbahn-Buslinien. Die Linie 835 durchquert den Stadtteil von Osten nach Westen sowie das benachbarte Himmelgeist und verbindet Itter direkt mit Reisholz, Holthausen, Bilk, Ober- und Niederkassel und der Heinrich-Heine-Universität. Die wichtigsten Haltestellen der Universität und in den vorgenannten Stadtteilen sind außerdem seit dem 29. August 2018 etwas schneller mit der Metrobus-Linie M3, die den Friedhof Itter bedient aber statt durch Himmelgeist über die Münchener Straße führt, erreichbar. Die Linie 724 ergänzt das Angebot, indem einige Fahrten auf dieser Linie am östlichen Rand des Stadtteils (Straßen Am Trippelsberg und Am Farnacker) beginnen bzw. enden. Im Nachtverkehr vor Samstagen, Sonn- und Feiertagen halten in Itter die Busse der Nachtexpress-Linie NE 7.

### Kindertagesstätten und Schulen
Itter besitzt keine eigenen Kindertagesstätten und Schulen. Mit Kinderhaus St. Nikolaus und Itter gibt es aber in Himmelgeist zwei Einrichtungen des Familienzentrums der Seelsorgeeinheit Düsseldorfer Rheinbogen. Die nächstgelegenen Schulen sind 
- die Gemeinschafts-Grundschule Steinkaul[21] und
- die Städtische Katholische Hauptschule Itterstraße in Holthausen

Eine gute ÖPNV-Verbindung gibt es zu den Gymnasien in Niederkassel (Direktverbindung), Benrath und der Stadtmitte.

### Feuerwehr
Die seit 1908 bestehende Freiwillige Feuerwehr Himmelgeist/Itter  mit Hauptsitz in Itter hat 29 aktive Mitglieder, davon 16 Jungfeuerwehrleute, und besitzt vier Einsatzfahrzeuge und ein Boot. Die als Löschgruppe Himmelgeist in die Düsseldorfer Feuerwehr integrierte Einheit war 2017 an 89 Einsätzen beteiligt.

### Landwirtschaft
Landwirtschaftliche Produkte werden in erster Linie nur noch in einem Hofladen gehandelt und weniger vor Ort produziert.
Sowohl überraschend als inzwischen auch bei Weinkennern über die Stadtteilgrenzen hinaus bekannt ist der seit einigen Jahren durchgeführte Weinanbau. Der sogenannte Itter-Zwicker ist ein schönes Beispiel für einen niederrheinischen Wein. Er wird im Weingarten Huver Jücht aus bislang 87 Rebstöcken der Firma Bolten & Bolten gewonnen. Der Itter-Zwicker ist ein halbtrockener Roséwein, der nach einem Jahr Flaschenreife eher in Richtung trocken tendiert und aus den Sorten Riesling, Kerner und Spätburgunder besteht. Das bislang gute Gedeihen der 1988 gesetzten Weinreben zeigt, dass Weinbau am Niederrhein prinzipiell möglich ist. Allerdings hat die auf Riesling betonte Geschmacksnote bislang nicht nur Freunde gefunden, was einen großflächigen Ausbau bislang verhindert hat.